# Santa Maria del Camí
Santa Maria del Camí település Spanyolországban, a Baleár-szigeteken. Santa Maria del Camí Alaró, Consell, Santa Eugènia, Palma de Mallorca, Marratxí és Bunyola községekkel határos. Lakosainak száma 7623 fő (2024).

## Népesség
A település népessége az elmúlt években az alábbi módon változott:
| Lakosok száma | 4937 | 5103 | 5323 | 5992 | 6270 | 6591 | 6832 | 7375 | 7507 | 7623 |
|               | 2001 | 2004 | 2006 | 2009 | 2011 | 2014 | 2016 | 2019 | 2021 | 2024 |